# Горшков Володимир Павлович
Володимир Павлович Горшков (19 листопада 1926 — 7 липня 2002, Київ) — український історик, дослідник історії партій і соціальних рухів, історії КПРС. Заслужений працівник вищої школи УРСР.

## Життєпис
Народився 19 листопада 1926 року. У 1941 році закінчив сім класів Шалигінської середньої школи. Того ж року евакуйований до Алтайського краю. В липні 1943 року закінчив парашутну школу в місті Барнаулі. У листопаді 1943 року призваний до лав Червоної армії. З грудня 1943 року по травень 1944 року навчався в Іркутській школі авіамеханіків, після закінчення якої був направлений у Вознесенське училище льотчиків на посаду механіка. Брав участь у радянсько-японській війні. В липні 1946 року демобілізований за станом здоров'я.
1947 року закінчив 10 класів середньої школи в місті Узині Київської області. У 1948–1953 роках — студент історичного факультету Київського державного університету. У 1953–1956 роках — аспірант кафедри історії КПРС цього ж вишу. У 1957–1959 роках — лектор Київської філії Центрального музею В. І. Леніна. З жовтня 1959 року по вересень 1960 року — молодший науковий співробітник Інституту історії АН УРСР. У 1960 році, під керівництвом кандидата історичних наук О. А. Бородіна, захистив кандидатську дисертацію на тему: «Боротьба КП(б)У за єдність своїх лав в період відновлення народного господарства (1921–1923 рр.)».
З 1960 року — виконувач обов'язків доцента кафедри історії КПРС Київського державного університету. З 1962 року — доцент цієї ж кафедри. У 1970–1972 роках працював на посаді старшого наукового співробітника для написання докторської дисертації. Після закінчення терміну повернувся на попереднє місце роботи. З 1973 року — проректор з навчальної роботи Київського державного університету. З 1976 року — професор кафедри історії КПРС гуманітарних факультетів. 1976 року захистив докторську дисертацію на тему: «Здійснення ленінських принципів партійного будівництва на Україні (1921–1925 рр.)». Впродовж 1980–1990 років — завідувач кафедри історії КПРС. З 1990 року — професор кафедри соціально-політичної історії і виконувач обов'язків завідувача цієї ж кафедри. З 1991 року — професор кафедри політичної історії для гуманітарних факультетів. З червня 1996 року — на пенсії.
Помер 7 липня 2002 року у Києві. Похований на Байковому кладовищі.

## Праці
Автор близько 100 публікацій. Серед них:
- Ленінські принципи партійного будівництва на Україні. — Київ, 1974;
- Єдиним шляхом в єдиних лавах. — Київ, 1972;
- X з'їзд РКП(б). — Київ, 1971.

## Відзнаки
Заслужений працівник вищої школи УРСР (з 8 квітня 1987 року). Нагороджений орденами Вітчизняної війни ІІ ступеня, Дружби народів, 16-ма медалями.